# Hirondelle isabelline
Ptyonoprogne fuligula
Espèce
Synonymes
- Hirundo fuligula Lichtenstein, 1842
(protonyme)

Statut de conservation UICN

 LC  : Préoccupation mineure
L'Hirondelle isabelline (Ptyonoprogne fuligula) est une espèce de passereaux de la famille des Hirundinidae.

## Répartition
Cet oiseau est répandu en Afrique subsaharienne (rare en Afrique centrale).

## Taxinomie et systématique
Selon le Congrès ornithologique international et Alan P. Peterson il existe six sous-espèces :
- Ptyonoprogne fuligula anderssoni (Sharpe & Wyatt, 1887) ;
- Ptyonoprogne fuligula bansoensis (Bannerman, 1923) ;
- Ptyonoprogne fuligula fuligula (Lichtenstein, 1842) ;
- Ptyonoprogne fuligula pretoriae Roberts, 1922 ;
- Ptyonoprogne fuligula pusilla (Zedlitz, 1908) ;
- Ptyonoprogne fuligula rufigula (Fischer & Reichenow, 1884).